# Кючюккая, Исмаил
Исмаил Кючюккая (тур. İsmail Küçükkaya; род. 20 октября 1972, Simav, Кютахья) — турецкий журналист, ведущий новостей и писатель.

## Биография
Родился 20 января 1970 года в семье Юнуса и Халисы Кучуккая в провинции Симав, Кютахья . Получил среднее образование в Симаве, в 1993 году окончил Университет Гази по специальности журналистика. Начал свою журналистскую карьеру в 1991 году, репортёром газеты Hürriyet, а после в газетах Sabah и Star. В 2000 году, начал работать в газете газеты Akşam, с 2003 года — писать колонки.
Представлял газеты SkyTürk TV и "Akşam" (2005—2008) в Анкаре, в последний, в ноябре 2008 года, стал главным редактором. Был уволен после протестов в парке Гези в июне 2013 года.
В том же году, начал вести утреннюю программу на Fox News — «İsmail Küçükkaya ile Çalar Saat». Был модератором дебатов к выборам в Стамбуле в 2019 году, которые транслировались перед выборами мэра Стамбула.

## Личная жизнь
С первой женой развёлся в 2002 году и 10 июля 2016 года женился на Эде Демирджи. Развелись в январе 2020 года.

## Награды и номинации
| Год  | Награда                        | Номинация                           | Итог      | Ист.  |
| ---- | ------------------------------ | ----------------------------------- | --------- | ----- |
| 2017 | Золотая бабочка                | Лучший ведущий новостей — Мужчины   | Номинация | [ 6 ] |
| 2017 | Награда «Золотой бренд Турции» | Телеведущий года                    | Победа    | [ 7 ] |
| 2018 | MGD Awards                     | Лучшая программа — Утренние новости | Победа    | [ 8 ] |